# Kerrunch
Kerrunch è un gioco da tavolo creato da Andy Jones per l'azienda britannica Games Workshop come parodia del football americano, ed è ambientato in un universo fantastico simile, ma non identico, a quello di Warhammer Fantasy, popolato da tradizionali personaggi della letteratura fantasy quali guerrieri umani, elfi, orchi e nani.  Il gioco venne messo in commercio nel 1991 insieme ad altri quattro giochi, Ultra Marines, Mighty Empires e Space Fleet. Successivamente è stato rimpiazzato da Blood Bowl.

## Gioco
Scopo del gioco è quello di segnare tre touchdown; con un meccanismo di gioco a turni ogni giocatore deve muovere le sue miniature, passare la palla e scontrarsi con i componenti della squadra avversaria.
Un giocatore può scegliere tra la squadra dei Bright Crusaders (formata da umani e nani) e quella dei Darkside Cowboys (formata da orchi e elfi).